# Farní sbor Českobratrské církve evangelické v Telči
Farní sbor Českobratrské církve evangelické v Telči je sborem Českobratrské církve evangelické v Telči. Sbor spadá pod Horácký seniorát. Využívá kostel svatého Ducha v Telči.
Původně v Dačicích (1895) a v Telči (1904) vznikly kazatelské stanice velkolhoteckého reformovaného sboru, které byly v roce 1948 přefařeny k novému sboru ve Slavonicích, sídlo sboru přešlo roku 1965 do Telče.
Farářem sboru je Petr Melmuk a kurátorem Richard David.
Od 1. ledna 2016 se ke sboru přisloučil Farní sbor ČCE ve Velké Lhotě u Dačic, který tím zanikl.

## Pravidelné bohoslužby
- v Telči každou neděli v 8:30 v kostele sv.Ducha/sídle sboru na náměstí (léto/zima)
- v Dačicích 1. a 3., neděli v měsíci ve 13:30 ve sborové místnosti na Palackého nám. 58
- ve Slavonicích 1. neděli v měsíci v 15:00 ve sborovém domě v Žižkově ulici 221
- ve Velké Lhotě u Dačic 2. a 4. neděli v měsíci v 10:00 dolní kostel, příp. horní fara čp.37

## Faráři sboru
- Čestmír Rychetský (1946–1952)
- Jan Žilka (1954–1958)
- Miloslav Gregar (1965–1967)
- Jiří Melmuk (1967–1986)
- Eva Melmuková-Šašecí (1986–1996)
- Petr Melmuk (od 1996)